# Carl Freiherr von Langen
Carl Friedrich Freiherr von Langen (Klein Belitz, 25 de julho de 1887 - Potsdam, 2 de agosto de 1934) foi um adestrador alemão, campeão olímpico.

## Carreira
Carl Freiherr von Langen representou seu país nos Jogos Olímpicos de 1928, na qual conquistou a medalha de ouro no adestramento individual e por equipes.